# Carte européenne d'assurance maladie

Carte européenne d'assurance maladie française

La carte européenne d'assurance maladie (CEAM) est un document permettant à un ressortissant de l'Union européenne de bénéficier du remboursement partiel des frais occasionnés par des soins de santé prodigués dans un autre État membre que le sien.
Elle remplace depuis le 1er juin 2004, avec généralisation progressive jusqu'au 31 décembre 2005, les formulaires :
- E110 (transporteurs internationaux),
- E111 et E111b (touristes),
- E128 (étudiants et travailleurs en détachement),
- E119 (chômeurs à la recherche d'un travail dans un autre État membre).

## Création

### Origine
Approuvée lors du Conseil européen de Barcelone des 15 et 16 mars 2002 dans le cadre du « Plan d'action sur les compétences et la mobilité, destiné à supprimer les principaux obstacles à la mobilité professionnelle et géographique au sein de l'UE pour 2005 », la proposition de la Commission européenne de carte européenne de santé visait à remplacer « tous les formulaires actuellement nécessaires pour bénéficier des soins dans un autre État membre » lors d'un séjour temporaire. 
La Commission européenne, qui devait présenter une proposition avant le Conseil européen de Thessalonique de 2003, a fait adopter en mars 2003 la procédure et le corpus juridique nécessaire à l'introduction progressive dans ses États membres de la carte européenne d'assurance maladie. 
Le calendrier prévoyait trois phases :
- La préparation juridique et technique avec consultation des États membres (2002 à 2003);
- Le lancement européens de la CEAM à partir du 1er juin 2004 et au plus tard jusqu’au 31 décembre 2005;
- introduction de « cartes à puce intelligentes », mais en raison des différents contextes nationaux et des technologies utilisées, cette étape ne pouvait pas être lancée dans l’immédiat.

### Préparation juridique
La Commission administrative des Communautés européennes pour la sécurité sociale des travailleurs migrants (CASSTM) a adopté le 18 juin 2003 trois décisions de mise en œuvre de la carte européenne d'assurance maladie : 
- la décision no 189[4] a posé le principe du remplacement progressif des différents formulaires papier utilisés pour la prise en charge des soins de santé délivrés lors d'un séjour temporaire dans un État autre que celui d’affiliation;
- la décision no 190[5] spécifie dans son annexe 1 les caractéristiques techniques de la carte[5] et dans son annexe 2 le modèle et les spécifications précises du certificat de remplacement[5].
- la décision no 191[6] fixait les scénarios de transition et le calendrier avec :

1. une distribution à partir de l'été 2004 pour l'Allemagne, la Belgique, le Danemark, l'Espagne, l'Estonie, la Finlande, la France, la Grèce, l'Irlande, le Luxembourg, la Norvège, la République tchèque, la Slovénie, la Suède ;
2. une diffusion avant l'été 2005 pour l'Autriche, l'Italie, la Lettonie, le Liechtenstein, la Lituanie, le Portugal ;
3. une distribution à partir de janvier 2006 pour Chypre, le Royaume-Uni, la Hongrie, l'Islande, Malte, les Pays-Bas, la Pologne, la Slovaquie et la Suisse.

- la décision no 197 fut adoptée le 23 mars 2004[7] par la CASSTM et comportait la  liste des États bénéficiant d'une période transitoire. Certains États ne disposaient pas encore de carte d'assurance maladie nationale). Les États  qui ne bénéficiaient pas d'une période dérogatoire étaient interdits d'émission de formulaires E111 après le 1er juin 2004. En cas d'impossibilité de délivrer des cartes européennes, ils pouvaient diffuser des certificats provisoires de remplacement. La Lituanie l'a diffusé à partir du 1er juillet 2005, la Lettonie à partir du 1er août 2005 et le Royaume-Uni à partir du 1er septembre 2005.

## Caractéristiques
La carte européenne d'assurance maladie (CEAM) :
- est nominative et individuelle. Au contraire de la carte Vitale, les enfants de moins de 16 ans doivent eux aussi en avoir une.
- est valable deux ans et est gratuite. Il faut la demander à son organisme d'assurance maladie. Elle n'est pas adressée systématiquement. En cas d'urgence, par exemple si le départ a lieu dans moins de quinze jours, la caisse d'assurance maladie peut fournir un certificat provisoire de remplacement (CPR), éventuellement par télécopie, mais qui n'est valable que trois mois.
- ne peut être délivrée aux bénéficiaires de l'Aide médicale d'État
- ne remplace pas la carte Vitale et ne peut donc pas être utilisée en France par les ressortissants français (contrairement à d'autres pays comme l'Allemagne où les habitants peuvent utiliser une carte européenne dans leur pays).
- ne contient aucune information médicale.
- permet de justifier de ses droits à l'Assurance maladie et autorise la prise en charge des soins de santé en Suisse[N 1] ou dans un des pays de l'Espace économique européen. L'EEE comprend en plus des 27 États membres de l'Union européenne (UE) l'Islande, le Liechtenstein et la Norvège.
- Le modèle est identique dans tous les pays et comporte un symbole européen. Certains États membres ont choisi de distribuer une carte distincte. D'autres l'ont intégrée au verso de leur carte nationale ou régionale d'assuré. Ainsi en Italie[8], elle est au dos de la Carta nazionale dei servizi (it). En Lombardie elle est au dos de la Carta regionale dei servizi (it). C'est aussi le cas sur la Elektronische Gesundheitskarte (de) en Allemagne, ainsi qu'en Autriche, au Liechtenstein, en Suisse, en Lituanie, au Luxembourg et aux Pays-Bas.
- est au format ID-1 (hauteur : 53,98 mm, largeur : 85,60 mm et  épaisseur : 0,76 mm). Ce critère d’épaisseur ne s’applique pas si la carte est un autocollant applicable sur le verso d’une carte nationale. Chaque état membre peut équiper cette carte d'une bande magnétique ou d'un microprocesseur.
- les informations inscrites sont :

1. le nom, le prénom, la date de naissance, le numéro de sécurité sociale du titulaire de la carte;
2. le numéro et la date d'expiration de la carte ;
3. le code du pays émetteur de la carte ;
4. le numéro d'identification du régime d'assurance maladie du titulaire.

- la CEAM n'est qu'un justificatif basique assurant que les prestations de soins seront dispensées selon la législation de l'État membre du séjour. Elle n'empêche pas la rédaction de formulaires rédigés en une langue étrangère ou de payer des prestations de soins au tarif local. Cette carte ne garantit que la prise en charge par les prestataires de soins ne relevant pas du secteur privé. Les frais médicaux sont pris en charge dans les mêmes conditions que pour les assurés du pays où on séjourne.
- Il faut la présenter au professionnel de santé consulté ou dans les hôpitaux du service public. Dans certains pays et en fonction des accords bilatéraux entre les régimes d'assurance maladie, le patient peut parfois bénéficier de la dispense d’avance des frais médicaux ou du remboursement sur place par l’organisme de sécurité sociale du pays de séjour.

Europäische Krankenversicherungskarte, EKVK (Verso de la carte à puce de santé autrichienne)
Europäische Krankenversicherungskarte, eGK (Verso de la carte de santé allemande)
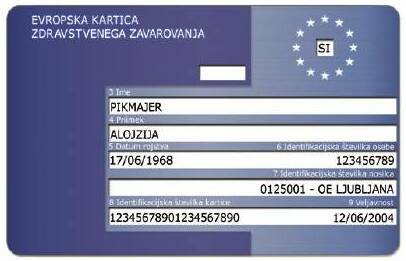
La carte slovène
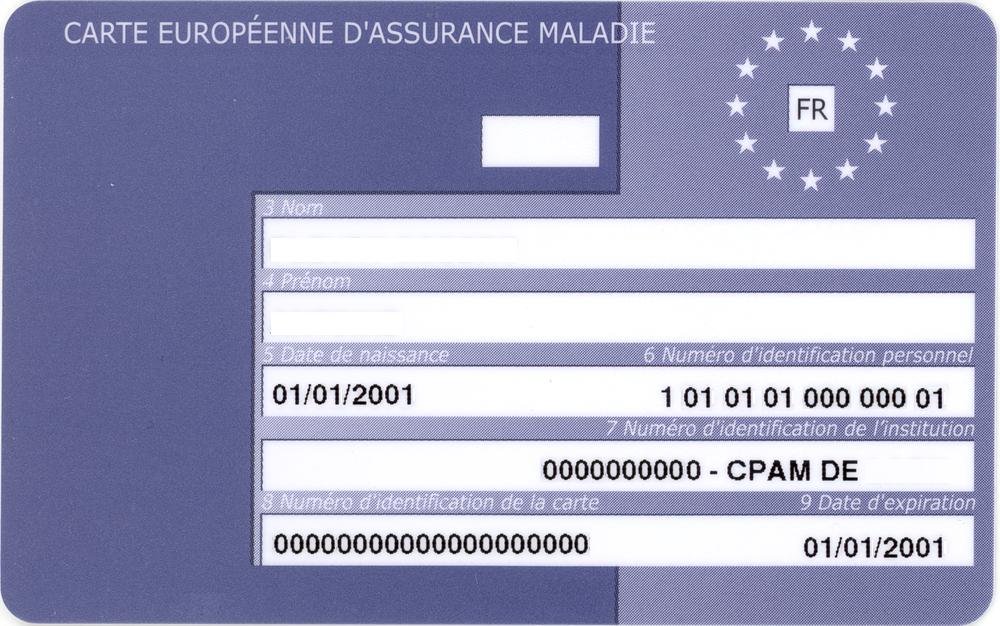
La carte française

## Obtention de la carte
En Finlande, la CEAM est accordée par Kela à tous les bénéficiaires du système de couverture sociale finlandais. Elle peut être commandée par téléphone ou en remplissant le formulaire SV 193sr. Un détenteur de la CEAM recevant des soins de la part d'une institution médicale privée en Finlande devra dans un premier temps avancer les soins puis présenter le reçu de ces soins, ainsi que sa CEAM, dans un centre Kela/FPA.
En France, on peut en faire la demande en ligne sur le service de l'assurance maladie. La demande peut être faite par téléphone au 3646. Cependant, il faut noter qu'il est impossible d'obtenir cette carte pour les ayants droit qui sont rattachés à un autre dossier que celui du demandeur de la carte européenne. Par exemple si des enfants sont rattachés au dossier de l'un des parents et que c'est l'autre parent qui demande l'édition de la carte. Dans ce cas, le parent qui possède le dossier auquel sont attachés les ayants droit en premier lieu doit faire la demande (notion de dossier prioritaire).
En Roumanie, la carte est délivrée par la Casa Națională de Asigurări de Sănătate.

## Application
La CEAM ne certifie pas automatiquement que les soins médicaux sont gratuits puisque certains pays de l'UE demandent à la personne d'avancer les frais. En revanche, la CEAM garantit le remboursement de ceux-ci.
En Espagne, les personnes qui ont une assurance maladie privée avec une couverture internationale doivent avancer les frais puis demander leur remboursement.
En France, pour les seuls soins médicalement nécessaires durant le séjour, la CEAM ou à défaut le CPR, permet à son porteur d’être traité dans les hôpitaux français, comme s’il était assuré d’un régime obligatoire d’assurance maladie français. Si ce patient est couvert par l'assurance maladie d’un autre État membre, il ne devra régler directement que la part restant à la charge d’un assuré d’un régime français qui ne disposerait pas d’assurance maladie complémentaire, c'est-à-dire éventuellement le ticket modérateur ou les forfaits hospitaliers. Pour des soins programmés, le patient doit être en possession du formulaire E112 remis par son état d’affiliation. Sur la base des tarifs français, la prise en charge des frais dispensés se fait via la Caisse primaire d'assurance maladie de rattachement de l'hôpital.
En Italie, la carte est présente au dos de la carte de santé. Celle-ci est délivrée à toutes personnes inscrites et prises en charge par le Service national de santé (à l'exception des bénéficiaires de l'inscription volontaire). Pour ces non-bénéficiaires de l'inscription volontaire, les personnes suivantes ne sont pas admissibles à obtenir la CEAM italienne:
- les travailleurs ayant un contrat de droit italien inscrit au Registre des Italiens résidant à l'étranger (AIRE) ;
- les étudiants (titulaires du formulaire E106) enregistrés à l'AIRE;
- les retraités (et leur famille) titulaires du formulaire E121 (au 1er mai 2010 avec l'entrée en vigueur de la nouvelle réglementation de l'Union sur la sécurité sociale) ;
- les membres de la famille des employés qui résident dans un pays autre que celui du chef de famille et qui sont titulaires du formulaire E109.

## Système d'échange électronique d'informations sur la sécurité sociale
Afin de permettre la mise en œuvre des règles de coordination de la sécurité sociale européenne, une base de données en ligne  a été créée. À l'origine appelée CLD (pour Code List Database), elle fut renommée EESSI (pour « échange électronique d'informations sur la sécurité sociale »). Elle permet d’obtenir les coordonnées (adresse, numéro de téléphone, adresse mail, numéro de télécopie) de tous les organismes européennes de soins de santé ou d’assurance maladie, en saisissant les numéros d’identification et/ou l’acronyme figurant sur la carte européenne d’assurance maladie.

## Version électronique de la Carte européenne d'assurance maladie (e-CEAM)
C'est la troisième étape du projet lancé en 2002 proposant à terme la dématérialisation progressive de tous les formulaires de prise en charge qui empêchent la mobilité des assurés européens dans l’Union. Le consortium européen NETC@RDS (Allemagne, Autriche, Finlande, France, Grèce, Hongrie, Italie, Liechtenstein, Norvège, Pays-Bas, Pologne, République tchèque, Roumanie, Slovaquie, Slovénie) est chargé de la mise au point de cette carte électronique. Le projet est coordonné par le GIE SESAM-VITALE français. Mais les difficultés sont nombreuses car il est difficile de déployer un système interopérable alors que chaque pays européen présente chacun des contraintes spécifiques sur le plan technologique ou de l'architecture de ses systèmes d’information de santé. En outre quelques États ont lancé leur programme national de carte de santé électronique :
- la France avec Sesam-Vitale depuis 1998.
- l’Allemagne avec la carte eHealth lancée en 2008 par l'AOK (Allgemeine Ortskrankenkasse (de)[N 2])
- en Italie, la Lombardie avec la carte SRS-CISS ou Carta regionale dei servizi[14] (qui est une carte de services incluant la santé),
- l’Autriche avec e-card,
- la République tchèque,
- la Belgique avec la Carte SIS, remplacée depuis 2014 par la carte d'identité électronique (eID).

Le déploiement initial de la future e-CEAM a été annoncé à partir de 2010.

## Validité
La carte européenne d'assurance maladie est valide dans les pays suivants :
- Allemagne
- Autriche
- Belgique
- Bulgarie
- Chypre
- Croatie
- Danemark
- Espagne
- Estonie
- Finlande
- France
- Grèce
- Hongrie
- Irlande
- Islande
- Italie
- Lettonie
- Liechtenstein
- Lituanie
- Luxembourg
- Malte
- Norvège
- Pays-Bas
- Pologne
- Portugal
- République tchèque
- Roumanie
- Royaume-Uni
- Slovaquie
- Slovénie
- Suède
- Suisse